# Wings of Honneamise
Wings of Honneamise (jap. 王立宇宙軍 オネアミスの翼, Ōritsu Uchūgun: Oneamisu no Tsubasa, dt. „Königliche Weltraumarmee: Die Flügel von Honneamise“) ist ein Anime-Film aus dem Jahr 1987 und die erste Produktion des Studios Gainax.
Der Film spielt auf einem anderen Planeten und handelt von Shirotsugh Lhadatt, der als erster Mensch dieses Planeten den Weltraum erreicht.

## Handlung
Auf einem Planeten, ähnlich der Erde, hat das Königreich Honneamise aus Prestigegründen ein Raumfahrtprogramm begonnen. Jedoch ist auf diesem Planeten die Technik noch nicht so weit entwickelt, sodass die ersten 20 Jahre alle Versuche fehlschlagen und dabei viel Geld verloren geht und einige Testpiloten umkommen. So wird auch die Gruppe der möglichen Raumfahrer, die Royal Space Force, nicht ernst genommen, sie seien nicht gut genug zum Fliegen.
Der junge Shirotsugh Lhadatt wird Teil der Royal Space Force, weil seine Noten nicht für eine Pilotenausbildung ausreichen. Bei all den Misserfolgen und dem Ruf als Versager hat Lhadatt, wie auch seine Kameraden, resigniert und ist demotiviert. Nach dem Tod eines Kameraden ist er zusätzlich deprimiert. Bei einer nächtlichen Vergnügungstour mit seinem Kameraden Matti aber trifft er auf Riquinni Nonderaiko, die auf der Straße religiöse Schriften verteilt und die Menschen an ihre Sünden erinnert und sie ermahnt. Als er sie in ihrem Häuschen auf dem Land besucht, wo sie mit dem verschlossenen Mädchen Manna wohnt, ist sie fasziniert von seiner Arbeit und der Möglichkeit zu den Sternen zu fliegen und dort ohne die Sünden der Welt zu leben. So gewinnt Lhadatt Kraft und Motivation. Als ein weiterer Freiwilliger für einen Flug ins All gesucht wird, meldet er sich, um der erste Mensch im Weltraum zu sein.
Lhadatt muss nun verschiedenste Trainingseinheiten absolvieren und bald werden er und seine Kameraden mit den Wissenschaftlern bekannt gemacht, die das Raumschiff konstruieren. Als das Projekt vorankommt, werden die Medien des Landes auf Lhadatt aufmerksam, und bald ist er ein gefeierter Held. Zugleich besucht er immer wieder Nonderaiko und Manna. Doch bald wird ihr Haus abgerissen, da Nonderaiko Schulden hatte, und die beiden müssen in einer Kirche wohnen. Manna, die schon unter den Streitereien ihrer Eltern gelitten hatte, setzen die Vorkommnisse sehr zu.
Allmählich wird klar, dass die Gelder für das Raumfahrtprogramm teilweise aus illegalen Geschäften der Königsfamilie und dem adeligen Chef des Programms stammen. Zudem spart der Staat in anderen Bereichen, was mit der Zeit Proteste in der Bevölkerung auslöst. Um aus dem Projekt Gewinn zu schlagen, beschließt das Verteidigungsministerium einen Krieg gegen die benachbarte Republik zu führen. Da man aber nicht selbst als Aggressor auftreten möchte, soll der Nachbarstaat zu einem Angriff provoziert werden. Zu diesem Zweck verlegt der Generalstab den Startpunkt der Rakete in ein demilitarisiertes Gebiet.
Lhadatt werden die Probleme und die ihm entgegengebrachte Aufmerksamkeit bald zu viel, sodass er einige Tage zu Nonderaiko flieht. Als er die Nacht bei ihr verbringt, versucht Lhadatt sie zu vergewaltigen, doch schlägt Nonderaiko ihn nieder. Später fühlen sich beide wegen dieser Situation schuldig. Zur gleichen Zeit beschließt die benachbarte Republik, Lhadatt ermorden zu lassen, um den Start der Rakete zu verhindern. Doch Lhadatt kann dem Auftragsmörder zunächst entfliehen und ihn dann töten.
Schließlich steht der Start der Rakete bevor, und alle Vorbereitungen an der Startrampe werden getroffen. Jedoch will die Republik nun tatsächlich angreifen, um die Rakete zu stehlen. Die Armeen auf beiden Seiten bereiten sich also auf einen Kampf vor. Am Tag des Starts, vor Beginn des Countdowns, beginnt der Angriff der Republik, woraufhin die Basis der Royal Space Force geräumt werden soll. Lhadatt protestiert jedoch und fordert, nicht aufzugeben und den Start durchzuführen. Anderenfalls wäre alles umsonst gewesen. Schließlich startet die Rakete inmitten der Kämpfe und bringt Lhadatt in eine Umlaufbahn um den Planeten. Von dort sendet er eine Nachricht an die Menschen, die er auffordert, friedlich zusammenzuleben und Dankbarkeit für das zu zeigen, was den Menschen gegeben wurde.
Es folgen zwei Montagen aus impressionistischen Bildern. Die erste zeigt Szenen aus Lhadatts Leben, die zweite die Entwicklung einer Zivilisation von Höhlenmenschen bis zu den Flugzeugen. Dabei werden in beiden auch die Probleme zwischen den Menschen mit der Natur auf dem Planeten gezeigt.

## Entstehung und Produktion
Die Planungen zum Film begannen im Herbst 1983 durch Toshio Okada, als Teil des Studios Daicon Films in Osaka. Dieses Studio war eine Gruppe von Anime-Fans (Otaku), die zuvor die fünfminütigen Eröffnungsfilme der Conventions DaiCon III und IV 1981 und 1983 produziert hatten. Die Gruppe bestand vor allem aus Kunststudenten, die zuvor nie Animationsfilme produziert hatten. Diese sowie die von Fans gegründete Firma General Products, die Artikel zu Anime- und Science-Fiction-Serien vertrieb, hatten auch die Conventions veranstaltet. Beide Kurzfilme begeisterten das Publikum und verschafften der Gruppe von Fans Aufmerksamkeit bei den etablierten Unternehmen der Anime-Industrie.
Danach sollten vier weitere Filme produziert werden, einer davon Wings of Honneamise, der zunächst jedoch als Original Video Animation geplant war. Auf der Suche nach einem Geldgeber gelangte Toshio Okada über General Products an Bandai, da diese Lizenzen für die von General Products vertriebenen Merchandising-Artikel vergaben. Da Bandai in großem Umfang in den Anime-Markt einsteigen wollte, erklärte man sich bereit, Wings of Honneamise als Kinofilm zu finanzieren. Zur Produktion des Films wurde 1984 das Studio Gainax in Tokio gegründet. Regie führte Hiroyuki Yamaga, der nach eigener Aussage viel von seiner damaligen Sicht der Welt in den Film steckte. Das Charakterdesign entwarf Yoshiyuki Sadamoto und die künstlerische Leitung hatte Hiromasa Ogura. Animations-Regie führten Fumio Iida, Hideaki Anno, Yoshiyuki Sadamoto und Yuji Moriyama. Die Musik komponierte Ryūichi Sakamoto. Nachdem 1985 der letzte der anderen drei Filme von Daicon Films veröffentlicht war, gingen Teile des Studios nach Tokio zu Gainax, um dort mitzuarbeiten, darunter Takami Akai. An der Produktion wirkten 3 000 Zeichner mit.
Zu seiner Zeit war der Film mit 8 Milliarden Yen die teuerste Anime-Produktion. Jonathan Clements führt das auf den damaligen Boom in der Branche und den allgemeinen Wirtschaftsboom der 1980er Jahre zurück, was immer mehr Investoren anzog, die Geld für den Film zur Verfügung stellten und sich Einnahmen aus damit verbundener Werbung und Merchandising erhofften. Als der Film aber 1987 fast fertig war, wurden viele Investoren auf Grund des hohen Budgets unruhig. Der weit fortgeschrittene Film schien wenig Möglichkeiten für Ableger und andere Profitbringer zu bieten, sodass von Investorenseite häufiger Diskussionen über Änderungen begonnen wurden, um die Profiterwartung zu erhöhen. So wurde auch der Titel des ursprünglich nur Ōritsu Uchūgun benannten Films in Frage gestellt und unter anderem Wings of Lequinni vorgeschlagen, obwohl die weibliche Figur eine eher untergeordnete Rolle spielt. Schließlich wurde Wings of Honneamise gewählt – „Wings“ als Zugeständnis an eine sponsernde Airline – und damit das im Film sonst unbenannte Königreich mit einem Namen versehen. Auch an der Länge des Films wurde versucht zu kürzen, um ihn häufiger zeigen und damit mehr Tickets verkaufen zu können. Die Probleme mit Investoren führt so weit, dass auch Bandai drohte auszusteigen, was laut Okada nur abgewendet wurde, weil der Vorstand selbst für das Projekt gestimmt hätte und bei einem Rückzug zum Rücktritt gezwungen gewesen wäre.
Der Film wurde als Limited Animation mit der Technik der Cel-Animation ausgeführt. Dabei wurden die Hintergründe ungewöhnlich detailliert ausgestaltet. Teile des Produktionsteams haben als Recherche für die Darstellung der Raumfahrttechnik das Cape Kennedy und das National Air and Space Museum besucht.

## Veröffentlichung
Um möglichst viele Zuschauer in die Kinos zu locken und die Investitionskosten wieder einzuspielen, initiierten die Investoren des Films Werbung, die die Kinogänger an den zuvor sehr erfolgreichen Nausicaä erinnern sollten – auch wenn es zwischen beiden Filmen kaum eine Verbindung gab und dies auch dem Produktionsteam missfiel. Der Anime kam am 14. März 1987 in die japanischen Kinos. Eine DVD erschien 1999, HD DVD und Blu-ray folgten 2007, sowie eine weitere Blu-Ray-Fassung, jedoch im Cinemascope-Format, 2008.
Eine englische Fassung des Films kam 1995 in einige Kinos in den USA und erschien bei Bandai Visual, in Australien bei Madman Entertainment. In Europa erschien der Anime erstmals 1995 als Verleihversion bei Manga Video auf Englisch. Der Sender Teletoon strahlte den Anime in Kanada aus, Canal+ in Frankreich. Außerdem existieren unter anderem eine chinesische und eine niederländische Übersetzung. Auf Deutsch erschien der Film 1996 bei PolyGram auf VHS und erneut im März 2020 bei Nipponart auf Blu-ray und DVD.
In der in den 1990ern veröffentlichten englischen wie deutschen Video-Fassung fehlt die Szene, in der Lhadatt versucht, Riquinni zu vergewaltigen. Die Verleihversion ist ungeschnitten.

## Synchronisation
Die deutsche Synchronfassung wurde von Splendit Synchron angefertigt.
| Rolle               | Japanischer Sprecher (Seiyū) |
| ------------------- | ---------------------------- |
| Shirotsugh Lhadatt  | Leo Morimoto                 |
| Riquinni Nonderaiko | Mitsuki Yayoi                |
| Matti               | Kazuyuki Sogabe              |
| Manna Nonderaiko    | Aya Murata                   |
| Yanalan             | Bin Shimada                  |
| Darigan             | Hiroshi Izawa                |
| Domorhot            | Hirotaka Suzuoki             |
| Tchallichammi       | Kōji Totani                  |
| Majaho              | Masahiro Anzai               |
| Kharock             | Masato Hirano                |
| Nekkerout           | Yoshito Yasuhara             |

## Fortsetzung
Im März 1992 begann Gainax mit Planungen für eine Fortsetzung von Honneamise unter dem Titel Aoki Uru. Die Idee kam von Hiroyuki Yamaga, die Handlung sollte 50 Jahre nach Honneamise spielen und keine Figuren aus dem Film beinhalten. Hideaki Anno sollte Regie führen, Yamaga produzieren und das Drehbuch schreiben. Das Charakterdesign entwarf Yoshiyuki Sadamoto, während der erste von vier geplanten Akten des Films ausgearbeitet wurde. Die Entwürfe für das Mechadesign wurden von Masamune Shirow und Kazutaka Miyatake angefertigt.
Jedoch konnten keine Sponsoren für das Projekt gefunden werden. Als das Studio in immer größere finanzielle Schwierigkeiten geriet, wurde die Produktion im Juli 1993 auf unbestimmte Zeit ausgesetzt. Zur gleichen Zeit verließen viele Mitarbeiter Gainax und die Kosten wurden so weit wie möglich gesenkt. Im gleichen Monat begannen die Arbeiten an der Serie Neon Genesis Evangelion, bei der wieder Hideaki Anno Regie führte und in die auch einige Ideen für Aoki Uru einflossen.
Auf Grundlage von Aoki Uru erschien in Japan ein Videospiel, das von Gainax produziert wurde.

## Analyse
Patrick Drazen vergleicht die Hauptfigur Shirotsugh Lhadatt mit Tora-san, einer in Japan bekannten und beliebten Figur, die in 68 Filmen auftrat. Tora-san ist ein temperamentvoller reisender Händler, der sich durchs Leben schlägt, ähnlich wie Charlie Chaplins Tramp. Wie Tora-san strebe Lhadatt erfolglos nach einer heilen Familie, jedoch gelinge es Lhadatt, seinen Kindheitstraum bei weitem zu übertreffen. Die Montagen am Ende seien eine Hommage an Stanley Kubricks 2001: Odyssee im Weltraum.
Die Frage, ob Shirotsugh Lhadatt wieder auf den Planeten zurückkommt, bleibt unbeantwortet. Der Kritiker Marc Marshall meint, in den Skizzen, die dem Abspann unterlegt sind, sei die Rückkehr Lhadatts erkennbar. Patrick Drazen sieht in der letzten Szene, in der Riquinni in den Himmel aufschaut, eher einen Abschied von ihm.
Der Film erinnert an das Rennen in den Weltraum zwischen den USA und der Sowjetunion, das hier auf einen anderen Planeten verlegt wurde. Wie die japanische Sicht auf das Weltraumrennen eine von außen war, bietet sich dem Zuschauer des Films eine Sicht des Außenstehenden. So ist der Film eine japanische Variante von The Right Stuff.
Der Film zeigt zudem die Begeisterung der Studio-Mitarbeiter für Science-Fiction und den Glauben daran, dass die Zukunft der Menschen im Weltraum liegt.

## Einspielergebnis und Kritiken
In Japan bekam der Film außergewöhnlich positive Kritiken und wurde bald als Klassiker angesehen. Laut Gainax-Mitarbeiter Yasuhiro Takeda war der Film, trotz anders lautender Gerüchte, kein Flop, sondern lief in allen Kinos mindestens die geplante Zeit. Jedoch konnten die hohen Kosten des Films nicht eingespielt werden. Dennoch war der Erfolg für das neu gegründete Studio ausreichend, um es nicht zu schließen, obwohl es zunächst nur für die Produktion des einen Films ausgelegt war. Jonathan Clements schlussfolgert, dass ein Einspielen des Budgets wegen der begrenzten Vorführungen in den Kinos nicht erreichbar war und auch nicht angestrebt wurde. Das hohe Budget sei vor allem Folge der immer zahlreicher gewordenen Investoren mit hohen Erwartungen, die immer mehr Geld in die Produktion gepumpt hätten. Er verweist aber auch darauf, dass Gainax mit Abschluss des Projekts hoch verschuldet und faktisch bankrott war und diesen nur durch bloßes Weitermachen umging. Über lange Zeit brachte Wings of Honneamise seine Kosten dann über die Video- und Lizenzverkäufe schließlich doch wieder ein.
In den Vereinigten Staaten hatte der Film nur geringen Erfolg, auch weil zur Zeit seiner Veröffentlichung die Erwartungen an Animes noch im Bereich der Kinderunterhaltung oder Pornografie lagen. So haben einige Kritiker das Fehlen der von ihnen erwarteten Sex- und Gewaltdarstellungen bemängelt. In The Complete Anime Guide wird Honneamise als einer der Filme bezeichnet, die zum „Erwachsenwerden“ des Animes beigetragen haben. Dabei sei der Film einer von vielen Schritten auf diesem Weg gewesen. Roger Ebert bezeichnet Wings of Honneamise als einen der ambitioniertesten Animes, der statt auf die Disney-typischen Full Animation auf ausgefallene Gestaltung der Hintergründe und eher stilisierte als realistische Vordergründe setzt. Auch die Inhalte seien für amerikanische Zuschauer für einen Trickfilm ungewöhnlich erwachsen. Dabei werde auch Gebrauch von ungewöhnlichen Kamera-Einstellungen und Pausen, die die Handlung unterbrechen, gemacht. Ein Vergnügen sei insbesondere Yamagas visueller Einfallsreichtum, der sich besonders in den Montagen am Ende des Films zeige. In The Anime Encyclopedia wird der Film als ein Beispiel dafür gesehen, wie feierlich und intelligent Animes sein können. Die präsentierte Welt sei mit vielen kleinen Details bereichert, wie dreieckigen Löffeln und eigenen Maßsystemen, und „schreie nach Anerkennung als Triumph des Welten-Erschaffens“.
In der deutschen Fachzeitschrift AnimaniA wird der Film gelobt, die inzwischen fast vergessene Faszination der frühen Raumfahrt wiederzubeleben. Dabei werde „die mitreißende Geschichte eines jungen Pioniers in Kriegswirren“ erzählt und dabei noch „mit viel Feingefühl soziale Problematiken“ thematisiert. Die Welt sei mit großer Detailliebe zusammengestellt, bediene sich dabei verschiedener Dekaden des 20. Jahrhunderts. Die Animation sei flüssig und detailreich, die Handlung insbesondere den Fans anspruchsvollerer Dramen zu empfehlen. Lediglich für Zuschauer, die stetige Action erwarten, sei der Film wegen der komplexen Handlung nichts. Die Synchronisation der deutschen Fassung wird scharf kritisiert, da die Sprecher wenig lebendige und ausdrucksvolle Dialoge schaffen, und insbesondere bei ernsteren Gesprächen der Text nahezu peinlich werde.